# Кућа Николе Пашића
Кућа Николе Пашића се налази у Београду, у Француској улици 21. Кућа представља синтезу различитих вредности, у урбаном положају, особеној архитектури и ентеријеру, а посебно у дугогодишњем становању и животу Николе Пашића због чега је утврђена за споменик културе. (Одлука о проглашењу, „Сл. лист града Београда“ бр. 23/84)

## Архитектура
Кућа је саграђена као угаони објекат са подрумом, приземљем и мансардом. Подигнута је око 1872. године на имању браће Николе и Косте Џанга, познатих дорћолских трговаца-болтаџија, као једнопородична кућа са баштом на већ регулисаној парцели које су затварале данашње улице Господар Јевремова, Француска, Доситејева и Симина. Према подацима из породичне архиве Николе Пашића он је кућу браће Џанга купио после њихове смрти на јавној лицитацији коју је одржала полиција Дорћолског кварта 1893. године. После темељног поправљања куће 1893. Пашић се преселио у њу и ту остао до своје смрти 1926. године.
Између два светска рата , прецизније 1921-1922. године, је извршена обнова куће, када је умногоме измењен њен изглед. Дозидано је дворишно крило и подигнут спрат на једном делу куће. Као део истог пројекта, само неколико година касније, у зграду је уведена инсталација етажног грејања и снабдевања топлом водом. Тада је накнадно стављена фасадана пластика: ступци са стопама и капителима, балустрада на завршетку спрата и почетку мансарде и украси изнад отвора. Данашњи изглед, спољна и унутрашња декорација изведени су према идејама Николе Пашића који је био инжењер по образовању, и пројекту архитекте Маријана Вујовића.
Зграда је озидана циглом, приземље је од камених квадера, док је кров покривен етернитом. Од камених квадера је и ограда дворишта према улици, што иницира њихово једновремено подизање. На фасади се налази плоча од белог мермера која је постављена 1936. године од стране Месног одбора југословенске радикалне заједнице за Београд, да је у њој живела, стварала и умрла једна од најзначајнијих политичких личности новије историје, Никола Пашић.

## Значај куће
Уз несумњиви печат који је изгледу и уређењу куће давао Никола Пашић, она је истовремено дом дугогодишњег председника министарског савета, дипломате, министра спољних послова и председника радикалне странке и као таква је била отворена за стране државнике, дипломате, новинаре једном речју познате домаће и стране личности из политичког и друштвеног живота Европе и Србије. 
С аспекта културног наслеђа, изградња куће се везује за почетак уређења старог Дорћола и регулисање улица овог дела града према замисли Емилијана Јосимовића.